# Беллерман, Иоганн Иоахим
Иоганн Иоахим Беллерман (нем. Johann Joachim Bellermann; 1754—1842) — немецкий библеист-гебраист и профессор богословия в Берлинском университете.

## Биография
Родился в Эрфурте 23 сентября 1754 года.
В 1768—1772 годах учился в Эрфуртской евангелической гимназии; затем (до 1775 года) — в Эрфуртском университете, где посещал лекции по арабскому языку и ивриту Фрорипа, по истории — Мейзеля, по философии и логике — Лоссиуса. В Гёттингенском университете он слушал лекции по классической филологии Гейне, Айринга и Гландорфа. В области богословия и востоковедения его учителями были Иоганн Давид Михаэлис, Иоганн Петер Миллер и Христиан Вильгельм Франц Вальх.
По окончании университета он в течение четырёх лет (1778—1782) был учителем и воспитателем в Ревеле, в семье барона Клодта фон Юргенсбурга. По возвращении в Эрфурт, в 1782 году, он, в качестве «magister legens» преподавал в местной гимназии и, получив хабилитацию, с 13 февраля 1784 года был профессором богословия и философии в Эрфуртском университете. В 1794 году занял пост директора Эрфуртской гимназии.
В 1803 году получил от Дерптского университета предложение стать профессором церковной истории и богословской литературы, от которого отказался. А в 1804 году был назначен директором гимназии «Grauen Kloster» в Берлине и профессором богословия в Берлинском университете. Гимназией он руководил до 1828 года. Он выступал за то, чтобы уделять больше места естественным наукам в обучении, ему удалось вернуть в гимназию уроки музыки; он привлёк в гимназию известных личностей, в их числе Фридрих Людвиг Ян.
Беллерман одним из первых западно-европейских учёных стал заниматься изучением еврейской эпиграфики. В 1833 году был принят в Академию Леопольдина.
В 1824 году был награждён орденом Красного Орла 3-й степени (в 1833 получил ленту ордена).
Умер в Берлине 25 октября 1842 года и был похоронен на кладбище Св. Марии и Св. Николая в берлинском районе Пренцлауэр-Берг.

## Масонство
Во время пребывания в Ревеле в 1778 году Беллерманн был принят в местную масонскую ложу «Zur Bruderkette». После возвращения в Эрфурт он принял участие в основании ложи «Carl zu den Dreiräder». После переезда в Берлин он присоединился к ложе «Zur Eintracht». В 1809 году он стал членом великой ложи, а в 1817 году — Великой национальной материнской ложи «К трём глобусам», и в 1828 году стал её национальным великим мастером; после отставки в 1839 году — почётный великий мастер.

## Семья
Женился 22 августа 1790 года на Кристине Доротее Юлиане Шорх (1769—1857), дочери магистра совета Генриха Вильгельма Шорха и его жены Юлианы Кристианы Магдалины (урожденной Рейнхардт). Их дети:
- Христиан Фридрих (1793—1863), теолог
- Иоганн Фридрих (1795—1874), филолог и музыковед
- Фридерика Беллерманн (1805—1885), с 1822 года замужем за Карлом Августом Сигизмундом Шульце.